# Voltaïc
Voltaïc è una raccolta di quattro dischi di materiale proveniente dall'album Volta della cantautrice islandese Björk pubblicato il 23 giugno 2009 dalla One Little Independent Records.
Il box-set include quattro dischi, due CD e due DVD: il primo disco (CD) contiene 11 tracce audio, registrate in diretta all'Olimpia Studios di Londra; il secondo disco (DVD) contiene le registrazioni video di due performance live di Björk a Parigi e Reykjavík durante la fase finale del Volta tour; il terzo disco (DVD) è la raccolta completa dei video musicali provenienti da Volta e dei video vincitori della competizione riguardante il video musicale di Innocence; il quarto disco (CD) è una raccolta di remixes dei singoli estratti da Volta. Il 30 giugno 2009, il primo CD è stato pubblicato separatamente con il titolo Songs from the Volta Tour.

## Tracce
In Europa Voltaïc è stato pubblicato in tre diversi versioni: la standard edition e la deluxe edition, differenti solo nella confezione ma contenenti gli stessi dischi, e la deluxe vinyl edition, dove i due CD audio sono riproposti anche su vinile.

### Disco 1 (CD Live) - The Volta Tour
Registrato in presa diretta all'Olimpia Studios di Londra.
1. Wanderlust – 5:47 (Björk, Sjón)
2. Hunter – 4:19 (Björk)
3. Pleasure Is All Mine – 3:20 (Björk)
4. Innocence – 4:00 (Timbaland, Danja, Björk)
5. Army of Me – 4:20 (Björk, Graham Massey)
6. I Miss You – 3:30 (Björk, Howie B)
7. Earth Intruders – 3:52 (Timbaland, Danja, Björk)
8. All Is Full of Love – 4:05 (Björk)
9. Pagan Poetry – 5:14 (Björk)
10. Vertebrae by Vertebrae – 5:09 (Björk)
11. Declare Independence – 4:18 (Björk, Mark Bell)
12. My Juvenile (North American iTunes Store exclusive) – 3:51 (Björk)

### Disco 2 (DVD Live) - The Volta Tour
Live a Parigi
1. Brennið Þið Vitar
2. Earth Intruders
3. Hunter
4. Immature
5. Jóga
6. The Pleasure Is All Mine
7. Vertebræ by Vertebræ
8. Where Is the Line
9. Who Is It
10. Desired Constellation
11. Army of Me
12. Bachelorette
13. Wanderlust
14. Hyper-ballad
15. Pluto
16. Declare Independence

Live a Reykjavík
1. Pneumonia
2. My Juvenile
3. Vökuró
4. Sonnets / Unrealities XI
5. Mouth's Cradle

La lista delle tracce originariamente annunciata per questo dvd conteneva più brani di quelli poi apparsi nella versione finale. Per la precisione l'esecuzione di Triumph of a Heart è stata tagliata dal concerto di Parigi, e stessa sorte è toccata a quelle di Cover Me, Immature e The Dull Flame of Desire, tagliate dal concerto di Reykjavík.
Nei due concerti inoltre furono eseguite anche altre canzoni che non sono mai apparse in nessuna delle tracklist del box-set, come ad esempio Oceania.
Brennið Þið Vitar non appare mai invece nella discografia precedente della cantante ed era l'introduzione strumentale di tutte le date del Volta Tour. Eseguita dalla banda femminile di ottoni che accompagnava sul palco la cantante, trattasi di un brano tradizionale islandese.
Björk, la notte del concerto a Parigi, era stata male e non era in perfetta forma fisica. Lei stessa ha successivamente ammesso di essere stata molto provata da quell'esibizione, e la sua voce non era in ottimali condizioni anche a causa delle numerose esibizioni sostenute in precedenza durante il lungo tour. Proprio per questo motivo piccole parti vocali di quel concerto sono state modificate in post-produzione, come per esempio in Where Is The Line.
Nel piccolo concerto di Reykjavík invece si può ascoltare una Björk con una voce in ottime condizioni.
Durante questo secondo concerto inoltre è possibile ascoltare due brani mai precedentemente eseguiti dal vivo, ovvero My Juvenile e Pneumonia. Quello islandese inoltre è stato il concerto che ha di fatto concluso il biennale Volta tour e si differenzia da tutte le altre date precedenti anche per la scelta della location ( la chiesa
Langholtskirkja) e per la differente scelta stilistica degli arrangiamenti, con la pressoché totale assenza dell'elettronica.

### Disco 3 (DVD) - The Volta Videos
Video musicali
1. Earth Intruders
2. Declare Independence
3. Innocence
4. Wanderlust
5. The Dull Flame of Desire
6. Declare Independence - The Making Of
7. Wanderlust - The Making Of

Competizione videografica di Innocence
Primi dieci classificati, in ordine alfabetico:
1. Davood Saghiri
2. Dimitri Stankowicz
3. Etienne Strube
4. Julien Himmer
5. Laurent Labouille
6. Mario Caporali
7. Mik o_o Armellino
8. Renato Klieger and Terracotta
9. Roland Matusek

### Disco 4 (CD) - The Volta Mixes
1. Earth Intruders (XXXChange Remix)
2. Innocence (Simian Mobile Disco Remix)
3. Declare Independence (Matthew Herbert Remix)
4. Wanderlust (Ratatat Remix)
5. The Dull Flame of Desire (Modeselektor Remix for Girls)
6. Earth Intruders (Lexx Remix)
7. Innocence (Graeme Sinden Remix)
8. Declare Independence (Ghostigital Remix)
9. The Dull Flame of Desire (Modeselektor Remix for Boys)
10. Innocence (Alva Noto Unitxt Remodel)
11. Declare Independence (Black Pus Remix, previously unreleased)
12. Innocence (Siman Mobile Disco Dub Remix)

## Classifiche
| Paese             | Posizione più alta |
| ----------------- | ------------------ |
| Belgio (Vallonia) | 80                 |